# جينيفر سبيديتشي
جينيفر آن سبيديتشي (ولدت في 5 أبريل 1978) هي رياضية إيطالية أمريكية، رامية كرة لينة باليد اليمنى، أصلها من فريمونت، كاليفورنيا. شاركت في دورة الالعاب الاولمبية الصيفية 2004. 

## روابط خارجية
- Jennifer Spediacci Hall of Fame Video على يوتيوب